# 费里耶尔 (上比利牛斯省)
费里耶尔（法語：Ferrières，法語發音：[fɛʁjɛʁ] ⓘ）是法国上比利牛斯省的一个市镇，属于阿热莱斯加佐斯特区。

## 地理
费里耶尔（43°0'34"N, 0°15'49"W）面积16.97 平方千米，位于法国奧克西塔尼大區上比利牛斯省，该省份为法国西南部内陆省份，北至热尔省，西接大西洋比利牛斯省，南与西班牙接壤，东临上加龙省。
与费里耶尔接壤的市镇（或旧市镇、城区）包括：阿松、卢维苏比龙、阿尔贝奥斯特、阿朗斯-马尔苏斯、欧坎、萨勒、卢维瑞宗。

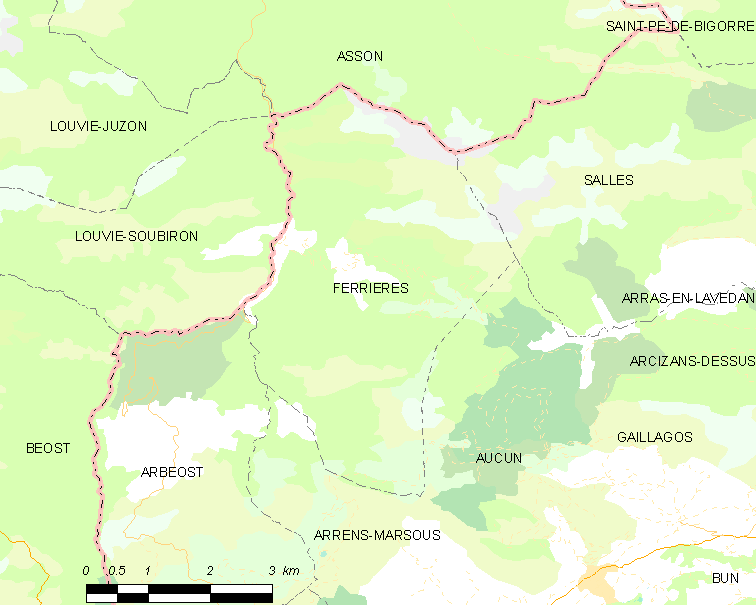
的OSM定位图

费里耶尔的时区为UTC+01:00、UTC+02:00（夏令时）。

## 行政
费里耶尔的邮政编码为65560，INSEE市镇编码为65176。

## 政治
费里耶尔所属的省级选区为激流谷县。

## 人口

1962-2008年间人口变化图示

费里耶尔于2022年1月1日时的人口数量为87人。